# Jonathan Joubert
Jonathan Joubert (Metz, 12 de setembro de 1979) é um futebolista luxemburguês que joga como goleiro. Desde 2004, atua no Dudelange.

## Carreira
Joubert iniciou a carreira em 1997, no time B do Metz, onde participou de 12 partidas. Não tendo sido promovido ao elenco principal dos Grenats, mudou-se para Luxemburgo em 1999 para defender o Grevenmacher, pelo qual disputou 131 partidas. Em 2004, transferiu-se ao Dudelange, onde permanece até hoje.

## Seleção Luxemburguesa
Embora seja francês de nascimento, o goleiro optou em jogar pela Seleção Luxemburguesa, fazendo sua estreia em junho de 2006, contra Portugal. Com 88 jogos disputados, é o sexto atleta com mais partidas pelos D'Roud Léiwen. Na partida contra a Seleção da França, foi um dos destaques no empate sem gols, que encerrou um tabu que durava desde 1914, quando Luxemburgo venceu os Bleus por 5 a 4. O desempenho de Joubert foi elogiado pelo técnico da França, Didier Deschamps.

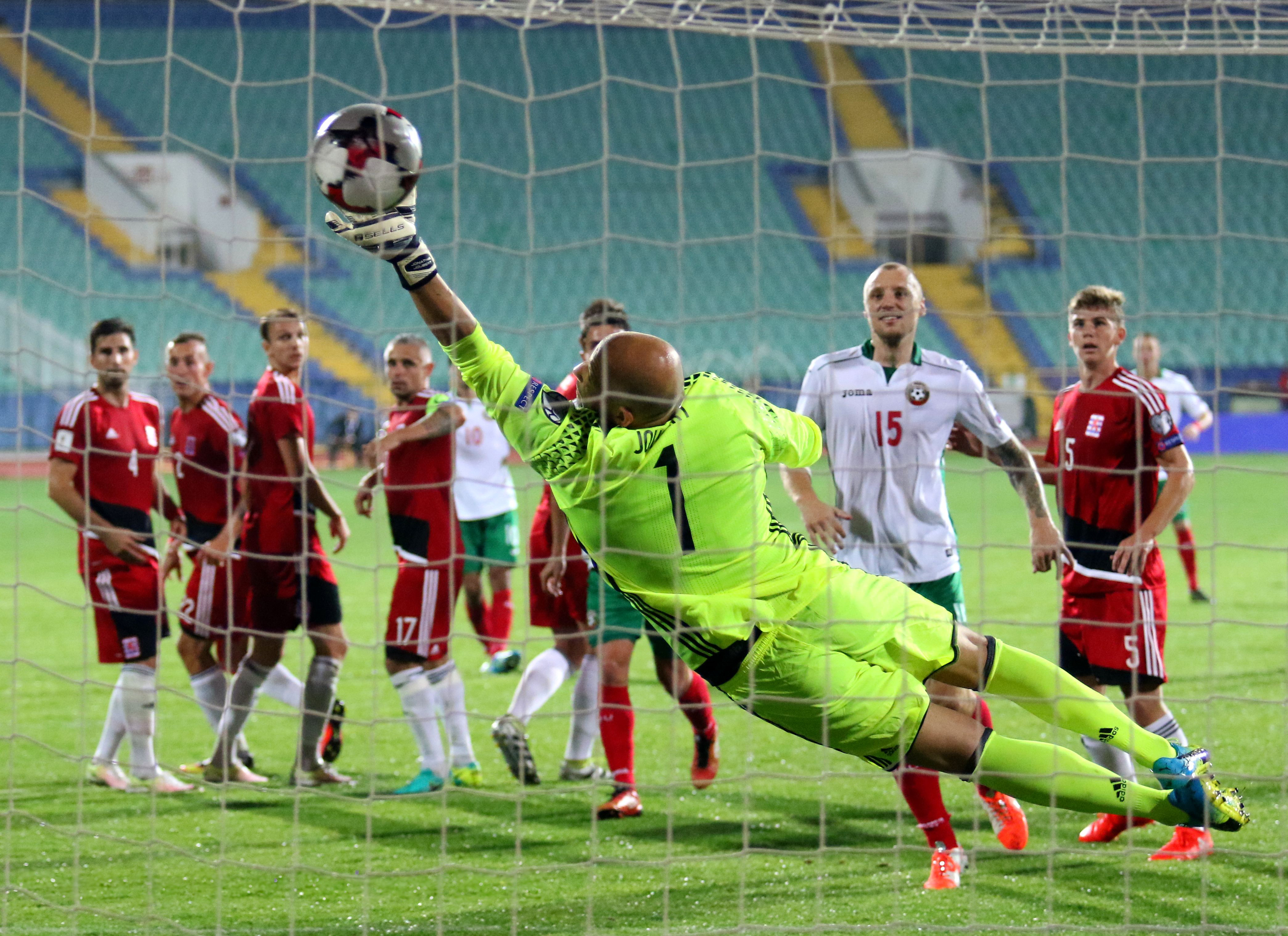

## Links
- Jonathan Joubert em National-Football-Teams.com